# Vejcovod ptáků
Vejcovod ptáků je součástí ptačí rozmnožovací soustavy. Podobně jako vaječník i vejcovod se v embryonálním vývoji zakládá oboustranně, ale dále se vyvíjí pouze levostranný vejcovod. Je zavěšen na stropě dutiny tělní. Stěna vejcovodu se skládá z povrchové serózy, vrstev podélné a kruhové svaloviny a zřasené sliznice kryté jednovrstevným řasinkovým epitelem. Ve stěně vejcovodu jsou lokalizovány hlenové žlázky.
Funkce vejcovodu spočívá (1) v zachycení žloutkové koule, (2) tvorbě ostatních částí vejce (tj. bílku, podskořápečných blan, skořápky a kutikuly), a (3) v oplození samičí pohlavní buňky. 

## Stavba
U kuřic je vejcovod dlouhý 8–10 cm, zatímco u snášejících slepic dosahuje délky 60–80 cm a hmotnosti 40–70 g. U nesnášejících slepice dochází k involuci vejcovodu. Funkčně i morfologicky se vejcovod rozděluje na 5 hlavních částí:
- Nálevka vejcovodu (infundibulum) slouží k zachycení žloutkové koule a jejímu zavedení do vejcovodu. Zde také dochází k oplození vajíčka, obvykle za 5–10 minut po ovulaci. Po prvním spáření začínají slepice snášet oplodněná vejce druhý, častěji však 3. den, bez ohledu na to, že první spermie dosáhnou přední části vejcovodu za 10 minut po vpravení do dělohy. V konečné části nálevky se začíná tvořit první vrstva bílku. Hustý mucinózní bílek se ukládá přímo na žloutkovou blánu ve formě vláken, která tvoří základ chalázové vrstvy. Chalázy (poutka) se tvoří rotací žloutku při průchodu vejcovodem splétáním mucinózních vláken, což pokračuje v krčku i v děloze.
- Bílkotvorná část (kličky) vejcovodu (pars albuminifera, magnum) je místem vzniku tuhého, řídkého a chalázového bílku. Bílek se ukládá kolem žloutkové koule v několika vrstvách. První vrstvu tvoří chalázový bílek, na něm se ukládá vnitřní řídký bílek, vnější tuhý (hustý) bílek a konečně vnější řídký bílek.
- Krček, úžina (isthmus) vejcovodu se podílí na tvorbě vaječných blan (vnitřní bílkové a vnější podskořápečné). Nejdříve vzniká bílková blána a po krátké pauze pak tvorba podskořápečné blány z materiálu produkovaného žlázami sliznice krčku.
- Děloha (uterus) slouží ke tvorbě vaječné skořápky. Vaječnou skořápku tvoří organické a anorganické látky v poměru 1:5. Z anorganických látek to jsou zejména soli vápníku; skořápka obsahuje 2–2,4 g vápníku.
- Pochva (vagina) slouží při snášení vejce. Vlastní snášení probíhá tak, že vejce je z dělohy vypuzeno svalovými stahy. Stěna dělohy se vychlipuje s vejcem do řitního otvoru tak, že vejce prochází pochvou a kloakou, aniž by se dotýkalo jejich stěn. Vejcovodem se vejce pohybuje ostrým koncem napřed, snášeno je ale většinou tupým koncem napřed.

Celková doba tvorby vejce u slepic se udává variabilně a pohybuje se mezi 22 až 28 hodinami a více. Z celkové doby tvorby vejce připadají asi 3 hodiny na pobyt v bílkotvorných kličkách, v krčku asi 1 hodinu a v děloze 20–21 hodin.